# دوقة مالفي
دوقة مالفي مسرحية كتبها الكاتب المسرحي الإنجليزي جون ويبستر وتُعتبر من روائع مسرحيات الانتقام.